# 아서 에드워드 웨이트

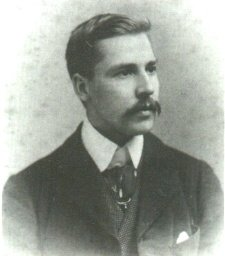
Arthur Edward Waite

아서 에드워드 웨이트 (Arthur Edward Waite, 1857년 10월 2일 - 1942년 5월 19일)는 은비학, 밀교, 마술에 관한 다수의 저서를 집필한 문필가. 웨이트판 타로의 제작자로서 저명. 은비학 결사 '황금의 새벽단' 등에 소속해 있었지만, 의식 마술에서는 거리를 두고 있었다.
아메리카 합중국에서 태어나 영국에서 자라, 1891년에 황금의 새벽단에 가입했다. 또, 1902년에 영국 장미 십자 협회에도 가입했다. 황금의 새벽단은 그 후 내부 항쟁으로 분열해, 웨이트와 M. W. 블랙 덴은 (황금의 새벽단 창립시의 최초의 템플과 동명의) 이시스안니어 템플을 결성, 의식 마술을 부정해 기독교 신비주의색을 강하게 한 수정 의식을 시행했다. 1914년에 웨이트는 자신이 인솔한 황금의 새벽단 분파를 떠나, 그 다음 해, 기독교 신비주의를 내거는 '장미 십자 우애단' (Fellowship of the Rosy Cross)을 결성했다. 그 시점에서 오리지널 황금의 새벽단으로부터의 분파는 6개만 잔존하고 있었지만, 결국 황금의 새벽단이 그 후 부활하는 일은 없었다.
웨이트는 은비학 관계의 저작을 많이 집필했다. 그 소재는 점복, 장미십자회, 프리메이슨, 흑마술과 의식 마술, 카발라, 연금술 등이었다. 웨이트는 또, 몇 개의 중요한 은비학이나 연금술에 관한 저작을 번역해, 재판했다. 성배에 관한 웨이트의 저작은 친구인 아서 막켄에 영향을 받은 것으로, 특히 주목할 만한다. 웨이트의 저작 중 몇 개인가는 근년에도 출판되고 있다. '의식 마술의 책' (Book of Ceremonial Magic), '성스러운 카발라' (The Holy Kabbalah), '프리메이슨 신백과' (New Encyclopedia of Freemasonry)라는 서적이다.
웨이트는 웨이트판 타로의 공동 제작자로서 또 그 해설서 '타로 도해' (Pictorial Key to the Tarot)의 저자로서 가장 잘 알려져 있다. 이 책은 22장의 대 아르카나만이 아니고, 78장의 카드 모두를 삽화 첨부로 설명한 최초의 책으로 주목할 만한다. 카드의 일러스트 제작은 황금의 새벽단의 파메라 콜맨 스미스가 맡았다. 초판은 1909년이다.

## 같이 보기
- 아서 매컨